# 23-я гвардейская стрелковая дивизия
23-я гвардейская стрелковая Дновско-Берлинская Краснознамённая дивизия — воинское формирование РККА ВС СССР, в Великой Отечественной войне.
Условное наименование — войсковая часть полевая почта (в/ч пп) № 03757.
Сокращённое наименование — 23 гв. сд.

## История формирования
Дивизия ведёт свою историю от сформированной 1 сентября 1939 года в Архангельске 88-й стрелковой дивизии (1-го формирования).
Приказом НКО СССР № 78 от 17 марта 1942 года 88-я стрелковая дивизия была преобразована в 23-ю гвардейскую стрелковую дивизию.
17 апреля 1942 года частям дивизии присвоена новая нумерация, стрелковые полки переименованы: 426-й — в 63-й гвардейский, 611-й — в 66-й гвардейский, 758-й — в 68-й гвардейский, 401-й артиллерийский полк переименован в 49-й гвардейский артиллерийский полк.

## Участие в боевых действиях
Период вхождения в действующую армию: 17 марта 1942 года — 14 декабря 1944 года, 31 декабря 1944 года — 9 мая 1945 года.
В марте 1942 года части дивизии обороняли занимаемые рубежи в Карелии от Верхнее Чёрное озеро до горы Ганкашваара. В ночь на 20 апреля дивизия была сменена 263-й стрелковой дивизией и после отдыха совершила марш к дефиле озёр Нижнее и Верхнее Чёрное. С 24 апреля дивизия в ходе Кестеньгской операции перешла в наступление и после упорных боёв вышла на южный берег озера Ярош-Ярви. За три дня дивизия преодолевая крутые подъёмы и спуски, снежный покров и отсутствие дорог прошла 18 километров. С 28 апреля по 5 мая дивизия вела бои по захвату шоссе в районе Изба. 14 мая дивизия была выведена в резерв армии. 18 июля части дивизии сменили 263-ю стрелковую дивизию и заняли оборону в полосе: высота Фигурная, восточные скаты горы Ганкашваара, северный берег озера Большое Ларги-Ярви.
В ночь на 16 октября 1942 года части дивизии начали погрузку на станции Лоухи и железнодорожной ветке 34 км. 26 октября дивизия разгрузилась и сосредоточилась в городе Осташков. Совершив несколько ночных маршей дивизия к рассвету 24 ноября вышла в район Калинин. 28 ноября дивизия перешла в наступление и после незначительного успеха закрепилась на достигнутом рубеже — реке Анутка.
Зимой 1943 года дивизия участвовала в Демянской наступательной операции.
С 1 февраля по 30 марта 1944 года дивизия участвовала в Старорусско-Новоржевской операции в ходе которой 24 февраля сыграла решающую роль в освобождении города и важнейший железнодорожного узла Дно. Преследуя противника части дивизии дошли до реки Великая где захватили плацдарм и в дальнейшем закрепились на западном берегу реки.
В апреле и мае 1944 года дивизия обороняла занимаемый рубеж обороны: Танцы — Алферово, где вела тяжёлые бои и участвовала в частных наступательных операциях. 17 июля 1944 года дивизия форсировала реку Великая в районе Новый путь и прорвала оборону противника на западном берегу реки. В течение шестидневных боёв дивизия содействовала захвату города Остров и вышла на территорию Латвийской ССР.
С 14 сентября по 13 октября 1944 года дивизия после прорыва обороны на западном берегу реки Эма-Вяйке-Йиги, начала преследование противника и вела тяжёлые бои за освобождение города Риги. В ноябре участвовала в ликвидации Курляндского котла.
24 декабря 1944 года дивизия была погружена в эшелоны и передислоцирована к 10 января 1945 года в район Яворек, откуда отправлена в Фандсбург. С 2 по 25 февраля 1945 года дивизия оборонялась на рубеже Ланкен — Ландекк. С 4 по 12 марта участвовала в Восточно-Померанской операции на подступах Штеттинской бухте, в результате овладев городами Голлнов и Штепенитц. 23 марта части дивизии заняли оборону по восточному берегу реки Одер в районе Шведт.
С 16 апреля прорвав оборону форсировала реку Одер в районе Киниц приняла участие в Берлинской наступательной операции. 21 апреля части дивизии ворвались в пригород Берлина Бланкенбург где в уличных боях уничтожали окружённые немецкие войска. С 2 по 9 мая 1945 года после капитуляции Берлинского гарнизона дивизия несла гарнизонную службу в районе Веддинг.
4 июня 1945 года после совершения трёх дневного марша дивизия вышла в район Гентин где сменив части 5-я стрелковой дивизии 63-й гвардейский стрелковый полк приступил к несению сторожевой службы по восточному берегу реки Эльба. После отхода союзных войск с западного берега реки Эльба части дивизии передислоцировались в район Кальверде, где 68-й гвардейский стрелковый полк приступил к несению сторожевой службы на рубеже: Эльба-Везер-канал, Веферлинген.
На основании директивы Ставки Верховного Главнокомандования № 11095 от 29 мая 1945 года, 23-я гвардейская стрелковая дивизия, в составе 12-го гвардейского стрелкового корпуса 3-й ударной армии, вошла в Группу советских оккупационных войск в Германии.
Летом 1946 года дивизия в составе 12-го гвардейского стрелкового корпуса была выведена на территорию Воронежского военного округа. В ноябре—декабре 1946 года, в связи с сокращением армии, 23-я гвардейская стрелковая Дновско-Берлинская Краснознамённая дивизия (в/ч пп 03757) была расформирована.

## Состав дивизии
Новая нумерация частям дивизии присвоена 17 апреля 1942 года
- 63-й гвардейский стрелковый полк
- 66-й гвардейский стрелковый полк
- 68-й гвардейский стрелковый полк
- 49-й гвардейский артиллерийский полк
- 28-й отдельный гвардейский истребительно-противотанковый дивизион
- 26-я гвардейская зенитная батарея (до 15.03.1943)
- 7-й гвардейский миномётный дивизион (до 10.10.1942)
- 27-я отдельная гвардейская разведывательная рота
- 18-й отдельный гвардейский сапёрный батальон (огсб)
- 31-й отдельный гвардейский батальон связи
- 25-й отдельный медико-санитарный батальон
- 20-я отдельная гвардейская рота химической защиты
- 561-я (16-я) автотранспортная рота[7]
- 618-я (19-я) полевая хлебопекарня
- 21-й дивизионный ветеринарный лазарет
- 191-я полевая почтовая станция
- 373-я полевая касса Госбанка[4]
- Отдельная зенитно-пулемётная рота

## Подчинение
| Подчинение      | Подчинение              | Подчинение                 | Подчинение                         | Подчинение |
| Дата            | Фронт (округ)           | Армия                      | Корпус                             |            |
| --------------- | ----------------------- | -------------------------- | ---------------------------------- | ---------- |
| 01.04.1942 года | Карельский фронт        | Кемская оперативная группа | -                                  |            |
| 01.05.1942 года | Карельский фронт        | 26-я армия                 | -                                  |            |
| 01.06.1942 года | Карельский фронт        | 26-я армия                 | -                                  |            |
| 01.07.1942 года | Карельский фронт        | 26-я армия                 | -                                  |            |
| 01.08.1942 года | Карельский фронт        | 26-я армия                 | -                                  |            |
| 01.09.1942 года | Карельский фронт        | 26-я армия                 | -                                  |            |
| 01.10.1942 года | Карельский фронт        | 26-я армия                 | -                                  |            |
| 01.11.1942 года | Северо-Западный фронт   | 1-я Ударная армия          | -                                  |            |
| 01.12.1942 года | Северо-Западный фронт   | 1-я Ударная армия          | -                                  |            |
| 01.01.1943 года | Северо-Западный фронт   | 1-я Ударная армия          | -                                  |            |
| 01.02.1943 года | Северо-Западный фронт   | 1-я Ударная армия          | -                                  |            |
| 01.03.1943 года | Северо-Западный фронт   | 1-я Ударная армия          | -                                  |            |
| 01.04.1943 года | Северо-Западный фронт   | 1-я Ударная армия          | -                                  |            |
| 01.05.1943 года | Северо-Западный фронт   | 1-я Ударная армия          | -                                  |            |
| 01.06.1943 года | Северо-Западный фронт   | 1-я Ударная армия          | -                                  |            |
| 01.07.1943 года | Северо-Западный фронт   | фронтового подчинения      | 14-й гвардейский стрелковый корпус |            |
| 01.08.1943 года | Северо-Западный фронт   | 1-я Ударная армия          | -                                  |            |
| 01.09.1943 года | Северо-Западный фронт   | 1-я Ударная армия          | -                                  |            |
| 01.10.1943 года | Северо-Западный фронт   | 1-я Ударная армия          | -                                  |            |
| 01.11.1943 года | Северо-Западный фронт   | фронтового подчинения      | 14-й гвардейский стрелковый корпус |            |
| 01.12.1943 года | 2-й Прибалтийский фронт | 1-я Ударная армия          | 14-й гвардейский стрелковый корпус |            |
| 01.01.1944 года | 2-й Прибалтийский фронт | 1-я Ударная армия          | 14-й гвардейский стрелковый корпус |            |
| 01.02.1944 года | 2-й Прибалтийский фронт | 1-я Ударная армия          | 14-й гвардейский стрелковый корпус |            |
| 01.03.1944 года | 2-й Прибалтийский фронт | 1-я Ударная армия          | 14-й гвардейский стрелковый корпус |            |
| 01.04.1944 года | 2-й Прибалтийский фронт | 1-я Ударная армия          | -                                  |            |
| 01.05.1944 года | 2-й Прибалтийский фронт | 1-я Ударная армия          | 14-й гвардейский стрелковый корпус |            |
| 01.06.1944 года | 2-й Прибалтийский фронт | 1-я Ударная армия          | 14-й гвардейский стрелковый корпус |            |
| 01.07.1944 года | 2-й Прибалтийский фронт | 1-я Ударная армия          | 14-й гвардейский стрелковый корпус |            |
| 01.08.1944 года | 3-й Прибалтийский фронт | 1-я Ударная армия          | 14-й гвардейский стрелковый корпус |            |
| 01.09.1944 года | 3-й Прибалтийский фронт | 1-я Ударная армия          | 14-й гвардейский стрелковый корпус |            |
| 01.10.1944 года | 3-й Прибалтийский фронт | 1-я Ударная армия          | 12-й гвардейский стрелковый корпус |            |
| 01.11.1944 года | 3-й Прибалтийский фронт | фронтового подчинения      | 12-й гвардейский стрелковый корпус |            |
| 01.12.1944 года | 3-й Прибалтийский фронт | 3-я Ударная армия          | 7-й стрелковый корпус              |            |
| 01.01.1945 года | 1-й Белорусский фронт   | 3-я Ударная армия          | 12-й гвардейский стрелковый корпус |            |
| 01.02.1945 года | 1-й Белорусский фронт   | 3-я Ударная армия          | 12-й гвардейский стрелковый корпус |            |
| 01.03.1945 года | 1-й Белорусский фронт   | 3-я Ударная армия          | 12-й гвардейский стрелковый корпус |            |
| 01.04.1945 года | 1-й Белорусский фронт   | 3-я Ударная армия          | 12-й гвардейский стрелковый корпус |            |
| 01.05.1945 года | 1-й Белорусский фронт   | 3-я Ударная армия          | 12-й гвардейский стрелковый корпус |            |

## Командование дивизии

### Командиры
- Соловьёв Владимир Александрович (17.03.1942 — 23.08.1942), гвардии полковник, с 3.05.1942 гвардии генерал-майор;
- Александров Сергей Николаевич (24.08.1942 — 23.02.1943), гвардии полковник, с 12.09.1942 гвардии генерал-майор;
- Картавенко, Андрей Маркович (24.02.1943 — 07.06.1944), гвардии полковник;
- Белобородов, Панкратий Викулович (08.06.1944 — 26.08.1944), гвардии генерал-майор;
- Шафаренко, Павел Менделевич (27.08.1944 — 1946), гвардии генерал-майор[9][10]

### Военные комиссары (с 09.10.1942 заместители командира дивизии по политической части)
- Михайлов Григорий Васильевич (17.03.1942 — 11.06.1943), гвардии старший батальонный комиссар, с 5.12.1942 гвардии полковник;
- Киселёв Александр Иванович (11.06.1943 — 03.09.1943), гвардии подполковник;
- Деев Василий Васильевич (03.09.1943 — 09.05.1945), гвардии подполковник, с 19.09.1944 гвардии полковник[11]

### Начальники штаба дивизии
- Андоньев, Николай Фёдорович (??.03.1942 — 13.01.1943), гвардии полковник[12]

## Отличившиеся воины
13 воинов бригады были удостоены звания Героя Советского Союза, а один стал полным кавалером ордена Славы:
|  | Бурлаков, Иван Семёнович        | командир пулемётного взвода 66-го гвардейского стрелкового полка                 | гвардии | 31.05.1945                       |  |
|  | Князев, Алексей Петрович        | командир отделения 31-го отдельного гвардейского батальона связи                 | гвардии | 31.05.1945                       |  |
|  | Князев, Михаил Тихонович        | командир 68-го гвардейского стрелкового полка                                    | гвардии | 31.05.1945                       |  |
|  | Кравец, Людмила Степановна      | санитарный инструктор стрелкового батальона 63-го гвардейского стрелкового полка | гвардии | 31.05.1945                       |  |
|  | Кузовлев, Мирон Ефимович        | командир стрелкового взвода 63-го гвардейского стрелкового полка                 | гвардии | 31.05.1945                       |  |
|  | Лапшёв, Анатолий Алексеевич     | командир стрелкового взвода 68-го гвардейского стрелкового полка                 | гвардии | 31.05.1945                       |  |
|  | Лебедев, Александр Фёдорович    | заместитель командира батальона 66-го гвардейского стрелкового полка             | гвардии | 31.05.1945                       |  |
|  | Лоскутников, Иван Николаевич    | командир батареи 49-го гвардейского артиллерийского полка                        | гвардии | 31.05.1945                       |  |
|  | Никин, Семён Иванович           | командир стрелкового батальона 66-го гвардейского стрелкового полка              | гвардии | 31.05.1945                       |  |
|  | Скрылёв, Алексей Константинович | командир 49-го гвардейского артиллерийского полка                                | гвардии | 31.05.1945                       |  |
|  | Степченко, Яков Павлович        | стрелок стрелковой роты 68-го гвардейского стрелкового полка                     | гвардии | 31.05.1945                       |  |
|  | Чилингарян, Сарибек Согомонович | стрелок 66-го гвардейского стрелкового полка                                     | гвардии | 31.05.1945                       |  |
|  | Шелихов, Николай Степанович     | командир стрелковой роты 66-го гвардейского стрелкового полка                    | гвардии | 31.05.1945                       |  |
|  | Котробай, Василий Онуфриевич    | командир орудия 49-го гвардейского артиллерийского полка                         | гвардии | 02.10.1944 13.03.1945 15.05.1946 |  |

## Награды и почётные наименования
| Награда (наименование)             | Дата награждения | За что награждена |
| ---------------------------------- | --- | --- |
| Почётное звание «Гвардейская»      | приказ Народного комиссара обороны СССР № 78 от 17 марта 1942 года                                                         | за проявленную отвагу в боях за Отечество с немецкими захватчиками, за стойкость, мужество, дисциплину и организованность, за героизм личного состава |
| Почётное наименование «Дновская»   | приказ Верховного главнокомандующего № 041 от 26 февраля 1944 года (на основании приказа ВГК № 77 от 24 февраля 1944 года) | за отличия в боях с немецкими захватчиками за освобождение города Дно                                                                                 |
| Почётное наименование «Берлинская» | приказ Верховного главнокомандующего № 0111 от 11 июня 1945 года                                                           | за отличия в боях при овладении столицей Германии городом Берлин                                                                                      |
| Орден Красного Знамени             | указ Президиума Верховного Совета СССР от 9 августа 1944 года                                                              | за образцовое выполнение заданий командования в боях с немецкими захватчиками, за овладение городом Остров и проявленные при этом доблесть и мужество |

- 63-й гвардейский стрелковый Рижский ордена Суворова полк
  - Почётное наименование «Рижский» присвоено приказом Верховного главнокомандующего № 0353 от 31 октября 1944 года, в ознаменование одержанной победы и отличия в боях за овладение городом Рига.
  - Награждён орденом Суворова III степени указом Президиума Верховного Совета СССР от 28 мая 1945 года, за образцовое выполнение заданий командования в боях при прорыве обороны немцев и наступлении на Берлин а проявленные при этом доблесть и мужество[21].
- 66-й гвардейский стрелковый Краснознамённый ордена Кутузова полк
  - Награждён орденом Красного Знамени указом Президиума Верховного Совета СССР от 31 октября 1944 года, за образцовое выполнение заданий командования в боях с немецкими захватчиками, за овладение городом Рига и проявленные при этом доблесть и мужество[22]
  - Награждён орденом Кутузова III степени указом Президиума Верховного Совета СССР от 28 мая 1945 года, за образцовое выполнение заданий командования в боях при прорыве обороны немцев и наступлении на Берлин а проявленные при этом доблесть и мужество[21].
- 68-й гвардейский стрелковый орденов Суворова и Александра Невского полк
  - Награждён орденом Суворова III степени указом Президиума Верховного Совета СССР от 28 мая 1945 года, за образцовое выполнение заданий командования в боях при прорыве обороны немцев и наступлении на Берлин а проявленные при этом доблесть и мужество[21];
  - Награждён орденом Александра Невского указом Президиума Верховного Совета СССР от 31 октября 1944 года, за образцовое выполнение заданий командования в боях с немецкими захватчиками, за овладение городом Рига и проявленные при этом доблесть и мужество[22][23]
- 49-й гвардейский артиллерийский Рижский ордена Богдана Хмельницкого полк
  - Почётное наименование «Рижский» присвоено приказом Верховного главнокомандующего № 0353 от 31 октября 1944 года, в ознаменование одержанной победы и отличия в боях за овладение городом Рига[24];
  - Награждён орденом Богдана Хмельницкого II степени указом Президиума Верховного Совета СССР от 28 мая 1945 года, за образцовое выполнение заданий командования в боях при прорыве обороны немцев и наступлении на Берлин а проявленные при этом доблесть и мужество[21].
- 28-й отдельный гвардейский истребительно-противотанковый ордена Красной Звезды дивизион
  - Награждён орденом Красной Звезды указом Президиума Верховного Совета СССР от 28 мая 1945 года, за образцовое выполнение заданий командования в боях при прорыве обороны немцев и наступлении на Берлин а проявленные при этом доблесть и мужество[21][25].

## Память
- В пгт Лоухи, Лоухский район, Республика Карелия одна из улиц названа в честь 23-й гвардейской стрелковой дивизии — улица Имени 23 Гвардейской стрелковой дивизии.
- В Ломоносовском округе города Архангельска с 1974 года есть улица 23-й Гвардейской Дивизии.